# Ван Хао (политик)
Ван Хао (кит. 王浩, род. октябрь 1963, Шаньсянь, Шаньдун) — китайский государственный и политический деятель, профессиональный партийный функционер. Губернатор провинции Чжэцзян с 30 сентября 2021 года. 
Ранее секретарь парткомов КПК последовательно городов Цзыбо (2015—2017), Яньтай (2017), Таншань (2017—2019) и Сиань (2019—2021).
Член Центрального комитета Компартии Китая 20-го созыва.

## Биография
Родился в октябре 1963 года в уезде Шаньсянь городского округа Хэцзэ, провинция Шаньдун.
С октября 1980 по июль 1982 гг. проходил обучение на факультете политики Педагогического института Хэцзэ (ныне Университет Хэцзэ). В января 1985 года вступил в Коммунистическую партию Китая.
С декабря 1990 по январь 1993 гг. — секретарь парткома КПК в уезде Шаньсянь.
С января 1993 по май 1997 гг. — член Постоянного комитета парткома КПК уезда Цаосянь и заведующий отделом пропаганды парткома КПК городского округа Хэцзэ.
С мая 1997 по декабрь 1997 гг. — глава спорткомитета мэрии Хэцзэ. С сентября 1995 по декабрь 1997 гг. без отрыва от основной работы изучал экономику и менеджмент в бакалавриате Шаньдунской провинциальной партийной школы КПК.
С декабря 1997 по декабрь 2000 гг. — мэр города Хэцзэ и заместитель секретаря горкома КПК Хэцзэ по должности мэра.
С декабря 2000 по май 2004 гг. — секретарь райкома КПК Мудань в городе Хэцзэ, в апреле 2003 года вошёл в состав Постоянного комитета горкома Хэцзэ. В мае 2004 года освобождён от должности секретаря райкома КПК Муданя и снова занял пост заместителя секретаря горкома КПК, став заместителем мэра города.
С ноября 2008 по сентябрь 2012 гг. — замсекретаря горкома КПК Биньчжоу.
С сентября 2012 по январь 2014 гг. — заведующий отделом корреспонденции и обращений шаньдунской администрации.
С января по март 2014 года — секретарь партотделения КПК в управлении по гражданским делам провинциальной администрации.
С марта 2014 по февраль 2015 гг. — глава управления по гражданским делам администрации Шаньдуна и секретарь партотделения в этом управлении.
С февраля 2015 по апрель 2017 гг. — секретарь горкома КПК Цзыбо и председатель Постоянного комитета городского Собрания народных представителей.
С апреля по июнь 2017 года — секретарь парткома КПК города Яньтай. В июне того же года дополнительно вошёл в состав Постоянного комитета парткома КПК провинции Шаньдун.
В декабре 2017 года переведён главой парткома КПК города Таншань — членом Постоянного комитета парткома КПК провинции Хэбэй.
В сентябре 2019 года получил очередной перевод на аналогичные должности главой горкома КПК Сианя и членом Посткома КПК провинции Шэньси.
В сентябре 2021 года направлен первым по перечислению заместителем секретаря парткома КПК провинции Чжэцзян и временно исполняющим обязанности губернатора провинции. 21 января следующего года утверждён в должности губернатора на очередной сессии Собрания народных представителей Чжэцзяна.